# Lokale Demokratie
Lokale Demokratie  bezeichnet eine Volks- oder Bürgerherrschaft in kommunalen Gebietskörperschaften. Die im 19. Jahrhundert gebildete Auffassung eines Gegensatzes von politischem Staat zur unpolitischen Gemeinde und die damit einhergehende Verkürzung der Demokratie auf die zentralstaatliche Ebene wird nicht mehr vertreten, ganz im Gegenteil gilt heute Kommunalpolitik als „Schule der Demokratie“ und wichtiges Glied in der Legitimationskette.

## Selbstverwaltung
Der Art. 28 Abs. 2 des Grundgesetzes garantiert Städten und Gemeinden der Bundesrepublik Deutschland das Recht auf kommunale Selbstverwaltung. Damit können sie ihre eigenen Angelegenheiten im Rahmen der Gesetze eigenverantwortlich regeln und entscheiden. Auf europäischer Ebene versucht die Europäische Charta der kommunalen Selbstverwaltung die Prinzipien der kommunalen Selbstverwaltung und der Subsidiarität zu garantieren, diese Charta wird ergänzt durch das Europäische Übereinkommen über die Beteiligung von Ausländern am kommunalen öffentlichen Leben.
In Deutschland wählen die Bürger die Gemeindevertretungen und den Bürgermeister, Kommunalverfassungen regeln die kommunale Selbstverwaltung und geben damit den Rahmen für die Kommunalpolitik. Bei den Wahlen zu den „Kommunalparlamenten“ hat jeder Wahlberechtigter das Recht, den Gemeinderat, Stadtrat und/oder Kreistag zu wählen. Ebenfalls besteht die Möglichkeit, sich auf kommunaler Ebene durch direktdemokratische Instrumente wie Bürgerbegehren und Bürgerentscheide zu beteiligen. Daneben bestehen insbesondere auf kommunaler Ebene zahlreiche andere Formen und Instrumente der Bürgerbeteiligung.

## Demokratie
Demokratie gründet sich auf der Souveränität des Volkes und der politischen Gleichheit aller. Die drei Kernelemente der Demokratie lauten nach heutiger Auffassung: Schutz, Partizipation und Inklusion. Sie ist untrennbar verbunden mit der Geltung bürgerlicher Grundrechte und dem rechtsstaatlichen Schutz des einzelnen vor der Willkür der Herrschenden, des Staates oder der Verwaltung. Die demokratische Partizipation kann nur gewährleistet werden, wenn folgendes gilt:
- allgemeines gleiches Wahlrecht;
- effektive Partizipation (Möglichkeit, eigene Präferenzen zu formulieren und in Entscheidungsprozesse einzubringen);
- Chancengleichheit bei der Interessendurchsetzung;
- aufgeklärte Öffentlichkeit.
- individuelle wie kollektive Partizipationsmöglichkeiten;
- konventionelle wie unkonventionelle Partizipationsformen;
- Entscheidung auf Zeit;
- unterschiedliche Zustimmungserfordernisse, abhängig von Reversibilität (Umkehrbarkeit), Dauerhaftigkeit und Folgen von Entscheidungen;
- freie Entfaltungsmöglichkeiten für die Opposition;
- Mindestmaß an sozialer Gerechtigkeit.[1]

Auch die Demokratie ist ein Herrschaftssystem. Die in einer (Stadt-)Gesellschaft zusammengefassten Individuen und Gruppen haben unterschiedliche Interessen und Wertvorstellungen, bedürfen aber dennoch dauerhafter Regelungen und Entscheidungen. Diese müssen durchgesetzt oder gar erzwungen werden, um überhaupt entscheidungsfähig zu bleiben. Die daraus resultierenden Konflikte sind zu regeln oder zu kanalisieren, ein Mechanismus hierzu ist die Mehrheitsregel. Die Mehrheitsregel setzt voraus, dass die von ihr betroffene Minderheit bereit ist, sich einer zahlenmäßigen Mehrheit zu unterwerfen, was einerseits von Selbstbeschränkungen der Mehrheit und andererseits von der allgemeinen Anerkennung von Legitimität (v. a. der Mehrheitsentscheidung) auf der Basis von korrekten Verfahrensweisen abhängig ist (vgl. Legitimation durch Verfahren). Demokratie unterliegt immer der Gefahr einer „Diktatur der Mehrheit“ und der Ausgrenzung oder sogar Gefährdung von Minderheiten.

## Realität lokaler Demokratie
In der politikwissenschaftlichen Forschung wird ein spürbarer Überhang „exekutiver“ gegenüber „legislativer“ Politik in den Kommunen beklagt. Entgegen dem idealtypischen Demokratiemodell bestimmt in der Regel nicht die Vertretungskörperschaft die Verwaltungsführung, sondern umgekehrt die Kommunalverwaltung den Gemeinderat (bzw. Stadtrat). Als Ursachen werden u. a. genannt:
- Vorformulierung von Entscheidungen im vorparlamentarischen Raum;
- „oppositionsfreie“ Zone der Kommunalpolitik, oft werden zumindest bei den großen Volksparteien nur im Wahlkampf unterschiedliche Positionen eingenommen oder Alternativen formuliert bzw. konstruiert;
- der Verwaltung wird vor allem von den großen Volksparteien kaum mit Kritik begegnet, in der Regel wird die Verwaltung gegenüber Kritik aus der Bürgerschaft in Schutz genommen und Kommunalpolitik als pragmatische, alternativlose „Sachpolitik“ dargestellt;
- regelungsbedürftige Sachverhalte und relevante Entscheidungsalternativen werden zumeist von der Verwaltung und deren Führung ausgesucht und präsentiert, Kommunalpolitik besteht größtenteils im Nachvollzug von Verwaltungsentscheidungen;
- dementsprechend gelingt der Kommunalpolitik immer weniger, die sie legitimierende „Basis“ (Wähler, Bürger) davon zu überzeugen, dass das kommunalpolitische System demokratisch ist und den Ansprüchen der Basis genügt, die Wahlbeteiligung sinkt.[3]

Beklagt werden weiterhin in diesem Zusammenhang
- die Entpolitisierung lokaler Politik;
- die Verlagerung politischer Entscheidungen in nicht ausreichend legitimierte Gremien;
- parlamentarische Informationsdefizite;
- eine geringe Professionalisierung des politischen Führungspersonals;
- ein Konkurrenzdefizit der Parteien;
- die mehrheitliche politische Apathie der Bürger[4];
- die ungenügende Korrekturfunktion der lokalen Presse.